# Universitat de Sør-Trøndelag
La Universitat de Sør Trøndelag (en noruec: Høgskolen i Sør-Trøndelag) o HiST és un universitat de Noruega situada a la ciutat de Trondheim. L'escola ofereix educació superior quant a la infermeria, l'ensenyament, l'economia, la ciència dels aliments, l'enginyeria i la tecnologia de la informació. La universitat té sis campus a tota la ciutat i es va crear el 1994, resultat d'una fusió entre diversos col·legis independents de la ciutat. Al gener del 2016, la universitat es va fusionar amb la Universitat Noruega de Ciència i Tecnologia, la Universitat d'Ålesund i la Universitat de Gjøvik.

## Facultats
- Facultat d'Educació de la Salut i Treball Social, ubicada a Leangen.
- Facultat d'Infermeria, ubicada a Øya.
- Facultat d'Informàtica, situada a Kalvskinnet.
- Facultat d'Educació de Mestres i estudis per sords, situada a Rotvoll.
- Facultat de Tecnologia, ubicada a Kalvskinnet, Tunga i Øya.
- Facultat d'Administració d'Empreses, situada a Moholt.[2]